# Piet-Hein Geeris
Piet-Hein Willem Geeris (* 29. März 1972 in Boxtel) ist ein ehemaliger niederländischer Hockeyspieler, der bei den Olympischen Spielen 2000 sowie der Weltmeisterschaft 1998 jeweils die Goldmedaille gewann.

## Sportliche Karriere
Der 1,83 m große Angriffsspieler absolvierte von 1993 bis 2004 insgesamt 195 Länderspiele für die niederländische Nationalmannschaft, in denen er 30 Tore erzielte.
Geeris wurde erst 1998 zum Stammspieler in der Nationalmannschaft, bei der Weltmeisterschaft 1998 in Utrecht war er in allen sieben Spielen dabei. Die Niederländer unterlagen in der Vorrunde gegen die deutsche Mannschaft, erreichten aber den zweiten Platz in ihrer Vorrundengruppe. Im Halbfinale bezwangen sie die australische Mannschaft mit 6:2 und trafen im Finale auf die Spanier. Die Niederländer gewannen mit 3:2 nach Verlängerung. Bei der  Europameisterschaft 1999 in Padua gewannen die Niederländer ihre Vorrundengruppe. Im Halbfinale besiegten sie die belgische Mannschaft mit 7:1, wobei Geeris in diesem Spiel drei Tore erzielte. Im Finale unterlagen die Niederländer der deutschen Mannschaft im Penaltyschießen.
Bei seiner einzigen Olympiateilnahme 2000 in Sydney belegten die Niederländer in der Vorrunde den zweiten Platz hinter Pakistan, wobei sie nur durch das gegenüber den Deutschen bessere Torverhältnis ins Halbfinale aufrückten. Im Halbfinale gegen die Briten gewannen die Niederländer genauso durch Penaltyschießen wie im Finale gegen die Südkoreaner. Geeris verwandelte im Penaltyschießen des Finales seinen Versuch zum 2:2.
2002 bei der Weltmeisterschaft in Kuala Lumpur belegten die Niederländer in der Vorrunde den zweiten Platz hinter der deutschen Mannschaft. Nach einer 1:4-Halbfinalniederlage gegen Australien, gewannen die Niederländer das Spiel um den dritten Platz mit 2:1 gegen Südkorea. Geeris erzielte in neun Spielen zwei Tore. Im Jahr darauf bei der Europameisterschaft 2003 in Barcelona gewannen die Niederländer ihre Vorrundengruppe. Im Halbfinale unterlagen sie den Spaniern mit 2:5. Das Spiel um den dritten Platz gegen das englische Team stand nach der regulären Spielzeit 1:1, wobei Geeris den einzigen Treffer der Niederländer erzielt hatte. Im Penaltyschießen siegten die Engländer mit 5:4 und die Niederländer belegten den vierten Platz. Geeris absolvierte im Juli 2004 sein letztes Länderspiel, bei den Olympischen Spielen 2004 war er nicht mehr dabei.
Auf Vereinsebene begann Geeris beim Mixed Hockeyclub MEP in Boxtel. Er wechselte mehrfach den Verein und spielte unter anderem auch in Italien, Spanien und Belgien.